# Pik-Sen Lim
Pik-Sen Lim, nom de scène de Phaik Sen Lim, est une actrice malaisienne de télévision et au cinéma, née le 15 septembre 1944 à Penang (Malaisie occupée) et morte le 9 juin 2025.

## Biographie
Pik-Sen Lim est née de parents chinois durant l'occupation de la Malaisie par l'Armée impériale japonaise. La famille s'installe en Angleterre en 1960. Elle étudie l'art à la London Academy of Music and Dramatic Art. Elle a changé son nom Phaik en Pik, en raison de la prononciation proche de Fake en anglais, faux en français. Elle se marie en 1968 avec l'écrivain britannique Don Houghton (en) . Ils ont eu une fille, elle aussi actrice, Sara Houghton (d). Don Houghton est mort en 1991.
Très populaire à la télévision britannique dans les années 1970 et 1980, elle est ensuite surtout connue pour son rôle de narratrice dans les jeux vidéo Dark Souls.

## Filmographie

### Télévision
- 1964-1967 : Emergency Ward 10 (en) : Nurse Kwei
- 1967 : Sorry I'm Single : Suzy
- 1970 : The Flaxton Boys (en) : Su Ling
- 1971 : Doctor Who : Captain Chin Lee (épisode The Mind of Evil)
- 1972 : Hôpital central :  Nurse
- 1974 : Within These Walls (en) : Sister Ling
- 1976 : Chapeau melon et bottes de cuir : Sing / The Chinese Attach (épisode The Midas Touch)
- 1977-1979 : Mind Your Language (en) : Chung Su-Lee
- 1978-1981 : Spearhead (en) : Tsai Adams
- 1979 : Angels : Dr Yeo
- 1980 : Les Professionnels : Chai Ling (épisode Take Away)
- 1980 : Shoestring (en) : Phone Girl (épisode Mocking Bird)
- 1985 : Albion Market (en) : Ly Nhu Chan
- 1996 : Cracker : Wei Wei (épisode White Ghost)
- 1998 : La Brigade du courage : Mrs Lau
- 2004 : Little Britain : Simone
- 2005 : The Bill : Dora Sim
- 2006 : La Malédiction du rubis : Madame Sheng
- 2010 : Spirit Warriors (en) : Beggar
- 2011 : Casualty : Reiko Reid (épisode Clean Slate)
- 2012 : A Civil Arrangement : Madam Rene
- 2013 : Holby City : Amy Cardle (épisode The Journey Home)
- 2015 : Un amour de tortue : Mrs Wu
- 2015 : The Dumping Ground : Po Po (épisode Coming Round)
- 2022 : Vampire Academy : Reine Tatiana

### Cinéma
- 1969 : Les Gladiateurs : C-2
- 1972 : L'Empire de madame Sin : Nikko
- 2011 : Johnny English, le retour : Killer Cleaner